# Capela de Nossa Senhora do Carmo (Trafaria)
A Capela de Nossa Senhora do Carmo ou Capela de Murfacém localiza-se no lugar de Murfacém, na atual freguesia da Caparica e Trafaria, Município de Almada, Distrito de Setúbal, em Portugal.
Encontra-se numa casa apalaçada, antigo convento de carmelitas, hoje transformada em casa de habitação.
Aos domingos, os proprietários abrem as portas da capela à população.

## Características
A capela apresenta estilo neoclássico, nela se destacando três imagens do século XVIII de boa qualidade.
Os azulejos, em estilo pombalino, talvez sejam dos inícios do século XIX, tal como o altar, mas o seu frontal, em tela dura, é do século XVIII.